# Hymenostegia afzelii
Hymenostegia afzelii är en ärtväxtart som först beskrevs av Daniel Oliver, och fick sitt nu gällande namn av Hermann August Theodor Harms. Hymenostegia afzelii ingår i släktet Hymenostegia och familjen ärtväxter. Inga underarter finns listade i Catalogue of Life.